# バックグラウンドプロセス (Oracle Database)
バックグラウンドプロセスとは、データベースであるOracle Databaseのシステムを管理するプロセスである。バックグラウンドで動作する。ファイルとシステムグローバル領域の仲介役となる。インスタンスの実行中にメモリーを管理したり、データをハードディスクに書き込んだりする。

## 7つの主要なバックグラウンドプロセス
主要なバックグラウンドプロセスは以下の７つがある。
- SMON (システムモニタプロセス)
- PMON (プロセスモニタプロセス)
- DBWR (データベースライタプロセス)
- LGWR (ログライタプロセス)
- CKPT (チェックポイントプロセス)
- ARCH (アーカイバプロセス)
- MMON (マネージャモニタプロセス)

　利用のオプションやバージョンによってはこれ以外のプロセスも存在する。

## SMON
Oracle Databaseのシステムを監視する。インスタンスに障害が発生した後にOracle Databaseをオープンすると、インスタンス回復を行う。

## PMON
障害が発生したプロセスを回復させる。そのプロセスが利用していたリソースを開放する。

## DBWR
メモリの「データベースバッファキャッシュ」上のデータをディスクの「データファイル」に書き込む。データベースバッファキャッシュはシステムグローバル領域の一部である。
Oracle Databaseでは、メモリ上でデータの処理を完了させてからディスクのファイルに書き込む。書き込むデータの順番はLRU(Least Recently Used)というアルゴリズムで決定する。
DBWRを起動する数は、「DB_WRITER_PROCESSES」という初期化パラメータで指定する。DBWRは10つまで起動できる。ほとんどのシステムでは1つ起動すれば十分である。ただし、データを頻繁に変更するなら多く起動するとよい。

### DBWRが書き込みをするシステムの状態
- バッファ・キャッシュの使用量が設定されたしきい値を超えた。(LOG_CHECKPOINT_TIMEOUT)
- 設定された時間、DBWRが書き込みをしていない。(LOG_CHECKPOINT_INTERVAL)
- チェックポイントが発生した。
- あるプロセスが必要なだけの空きバッファを確保できない。

## LGWR
メモリの「REDOログバッファ」にあるデータの変更履歴をディスクの「REDOログファイル」に書き込む。REDOログバッファもシステムグローバル領域の一部である。

### LGWRが書き込みをするシステムの状態
- REDOログバッファの空きが3分の1しかない。
- 3秒間、LGWRが書き込みをしていない。(タイムアウト)
- DBWRが書き込みを行うとき。
- 利用者によるデータの変更が確定された。(コミット)

## CKPT
データファイルと「制御ファイル」(システム制御用のファイル)を更新するための「チェックポイント」を発生させる。
チェックポイントが発生したときにDBWRへ信号を送る。DBWRはデータベースバッファキャッシュでの処理をデータファイルに反映させる。管理者はデータベースを停止するときなど、いろいろなタイミングで発生させることができる。

### チェックポイントの処理の流れ
1. LGWRが書き込みを行う。
2. DBWRが書き込みを行う。
3. メモリの内容を制御ファイルに反映させる。
4. チェックポイントが正常に完了したことを全てのデータファイルと制御ファイルに反映させる。

### チェックポイントが発生する条件
- REDOログを切り替えるとき。(この切り替えを「ログスイッチ」という)。(9iよりはオンラインREDOログ・ファイルのサイズのうちの90％書き込んだ時)
- normal(正常終了)かtransaction(トランザクション終了後),immediate(即時停止),でデータベースを停止したとき。ただし、abort(強制終了)では発生しない。
- 「LOG_CHECKPOINT_INTERVAL」と「LOG_CHECKPOINT_TIMEOUT」という初期化パラメータで設定したしきい値を超えた。
- 管理者が手動で発生させたとき。(ALTER SYSTEM CHECKPOINT)

## ARCH
REDOログファイルを「アーカイブREDOログファイル」(アーカイブのファイル)にコピーする。REDOログファイルがいっぱいになるか、ログスイッチが発生したときに、書き込みをする。
ARCHを起動する数は、「LOG_ARCHIVE_MAX_PROCESSES」という初期化パラメータに指定する。ARCHが不足しているとLGWRがARCHを自動で起動する。10つまで動作させることができる。